# Rhopalopsole shaanxiensis
Rhopalopsole shaanxiensis är en bäcksländeart som beskrevs av Yang, D. och C. Yang 1994. Rhopalopsole shaanxiensis ingår i släktet Rhopalopsole och familjen smalbäcksländor. Inga underarter finns listade i Catalogue of Life.